# The Legend of Zelda: The Minish Cap
The Legend of Zelda: The Minish Cap er et konsolspil og det tolvte spil i rækken af The Legend of Zelda-spil. Spillet er udviklet af Capcom og udgivet af Nintendo. Spillet udkom til Game Boy Advance i Japan og Europa i 2004, og Nordamerika og Australien året efter. I juni 2014 udkom spillet også på Virtual Console til Wii U.
The Minish Cap er det tredje Zelda-spil, der omfatter legenden om Four Sword. Den efterfølger Four Swords og Four Swords Adventures.
En magisk talende kasket, der hedder Ezlo, kan krympe spillets hovedperson Link til størrelsen af racen Minish, en race på størrelse med et insekt, der lever i Hyrule. Spillet har bevaret nogle af de fælles elementer fra tidligere Zelda-spil, såsom Gorons. Spillet indfører samtidig også et item, der hedder Kinstone, samt andre nye gameplay features.
The Minish Cap blev generelt godt modtaget blandt spilkritikere. Spillet blev navngivet det 20. bedste Game Boy Advance-spil i en IGN-feature, og blev valgt i 2005 som Årets Spil (Game of the Year) til Game Boy Advance af GameSpot.
| computerspil | Spire Denne computerspilsrelaterede artikel er en spire som bør udbygges. Du er velkommen til at hjælpe Wikipedia ved at udvide den. |